# Sebekhotep III

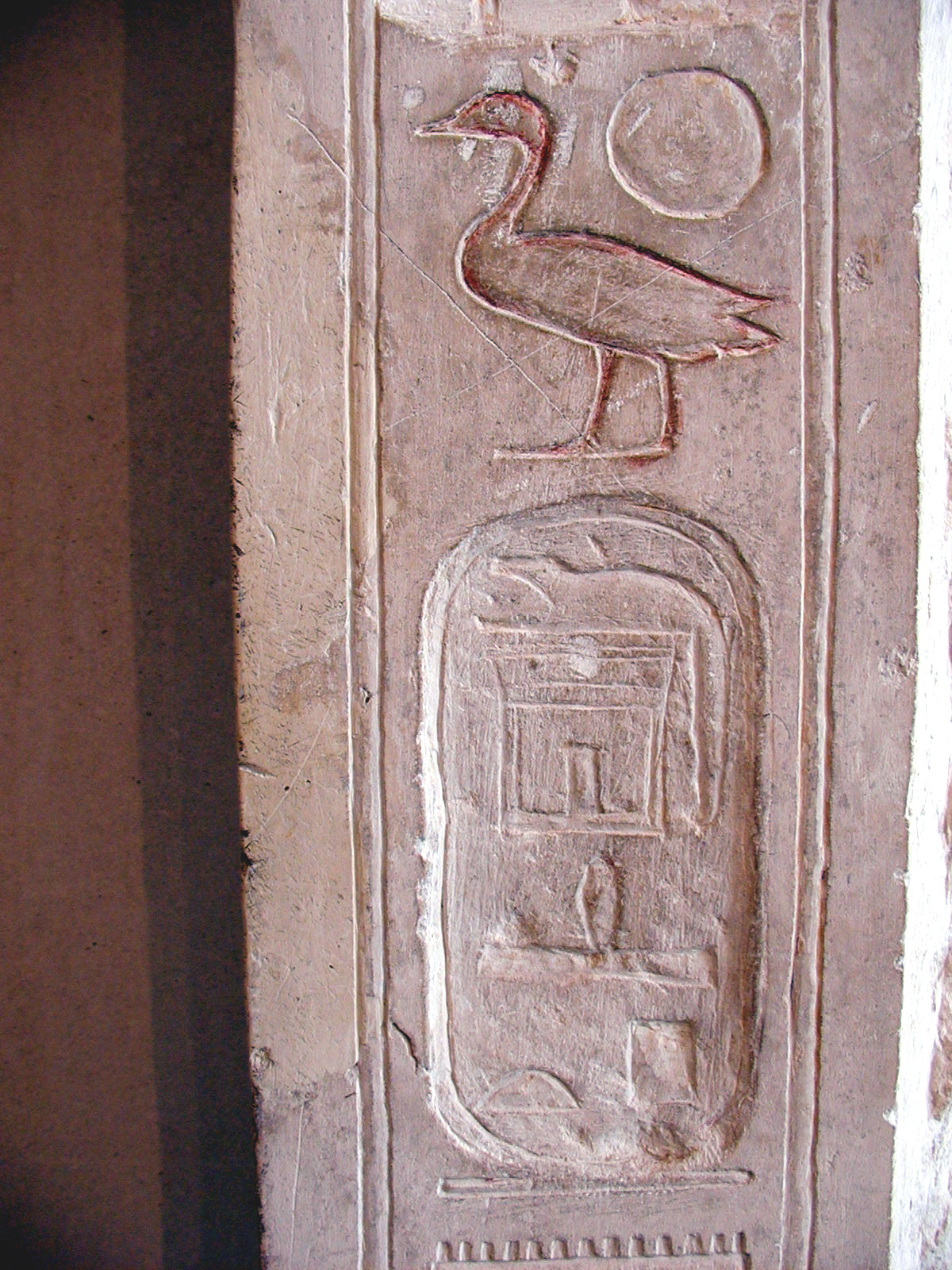
Nombre del faraón, hallado en Medamud. Museo del Louvre.

Sejemra Seuadytauy Sebekhotep, o Sebekhotep III, fue un faraón de la dinastía XIII de Egipto, que gobernó de c. 1701 -1697 a. C.

## Biografía
En el Canon Real de Turín aparece en el registro VI,24, con tres años y dos meses de reinado, pero el signo tres es poco legible y podrían ser cuatro años. 
Su nombre de Trono, Sejemra Seuaditauy, se traduce como Poderoso es Ra, el que hace florecer las Dos Tierras. En una inscripción aparecen listados quienes eran sus parientes y por esto se sabe que no era de familia real; era un militar que portaba el título de Comandante de la Fuerza del Rey. El motivo de su acceso al trono se desconoce, así como su relación con su sucesor, Neferhotep I.
Su padre era Mentuhotep y su madre Jewetibaw. El rey tenía dos esposas, Senebhenas y Neni. De Neni que tenía dos hijas, Dedtanuq y Jewetibaw; esta última escribió su nombre en un cartucho, la segunda vez en la historia de Egipto que una hija del rey recibió este honor.
No se ha encontrado su tumba. 

### Testimonios de su época
Sebekhotep III fue el primer faraón de la dinastía sobre el cual existen registros históricos; su nombre aparece en un gran número de objetos, tanto sellos como monumentos fechados en su reinado: la actividad constructora indica que Egipto era relativamente estable durante este período. En Medamud levantó la sala hipostila y una estatua colosal, usurpando un templo de Sesostris III. En Karnak, El-Kab y Tod construyó también, o al menos inscribió su nombre en algunos bloques. 
De su reinado se han encontrado restos de monumentos y muchos objetos, tales como:
- Capilla en el templo principal en El-Kab[3][4]
- Altar en la isla de Sehel[5][6][7]
- Bloques pétreos del templo de Jnum, en Elefantina[8]
- Bloques pétreos, en Medamud[9][10]
- Restos pétreos en El-Lisht
- Treinta escarabeos reales
- Sellos cilíndricos en la isla de Sehel
- Una esfinge, que se encuentra en el Museo Egipcio de El Cairo.

## Titulatura
| Titulatura | Jeroglífico | Transliteración (transcripción) - traducción - (referencias) |

| G5 |

| G5 |

| D43 | N17 · N17 |

| D43 | N17 · N17 |

| D43 | N17 · N17 |

| D43 | N17 · N17 |

| G5 |

| G5 |

| D43 | N17 · N17 |

| D43 | N17 · N17 |

| D43 | N17 · N17 |

| D43 | N17 · N17 |

| G16 |

| G16 |

| N28 · D36 | G17 | S42 | Z1 · I9 |

| N28 · D36 | G17 | S42 | Z1 · I9 |

| G16 |

| G16 |

| N28 · D36 | G17 | S42 | Z1 · I9 |

| N28 · D36 | G17 | S42 | Z1 · I9 |

| G8 |

| G8 |

| R4 · D2 · Z1 | C10 |

| R4 · D2 · Z1 | C10 |

| G8 |

| G8 |

| R4 · D2 · Z1 | C10 |

| R4 · D2 · Z1 | C10 |

| S42 | s | M13 | N17 · N17 |

| S42 | s | M13 | N17 · N17 |

| S42 | s | M13 | N17 · N17 |

| S42 | s | M13 | N17 · N17 |

| S42 | s | M13 | N17 · N17 |

| S42 | s | M13 | N17 · N17 |

| S42 | s | M13 | N17 · N17 |

| S42 | s | M13 | N17 · N17 |

| S42 | s | M13 | N17 · N17 |

| S42 | s | M13 | N17 · N17 |

| S42 | s | M13 | N17 · N17 |

| S42 | s | M13 | N17 · N17 |

| S42 | s | M13 | N17 · N17 |

| S42 | s | M13 | N17 · N17 |

| S42 | s | M13 | N17 · N17 |

| S42 | s | M13 | N17 · N17 |

| I4 | R4 · p · t |

| I4 | R4 · p · t |

| I4 | R4 · p · t |

| I4 | R4 · p · t |

| I4 | R4 · p · t |

| I4 | R4 · p · t |

| I4 | R4 · p · t |

| I4 | R4 · p · t |

| I4 | R4 · p · t |

| I4 | R4 · p · t |

| I4 | R4 · p · t |

| I4 | R4 · p · t |

| I4 | R4 · p · t |

| I4 | R4 · p · t |

| I4 | R4 · p · t |

| I4 | R4 · p · t |

## Cronología de David Rohl
De acuerdo con la cronología de David Rohl, Sobekhotep III fue "el faraón que no conoció a José" en Éxodo 1:8.